# Medalha do Jubileu "60 Anos de Vitória na Grande Guerra Patriótica 1941-1945"

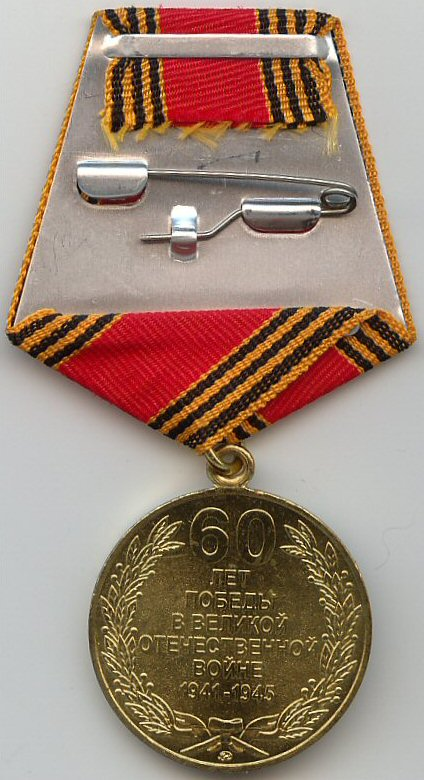
Reverso da Medalha do Jubileu "60 Anos de Vitória na Grande Guerra Patriótica 1941–1945"

A Medalha do Jubileu "60 Anos de Vitória na Grande Guerra Patriótica 1941–1945" (em russo: Юбилейная медаль «60 лет Победы в Великой Отечественной войне 1941–1945 гг.») é uma medalha comemorativa estatal da Federação Russa criada em 28 de fevereiro de 2004 pelo Decreto Presidencial n.º 277 para comemorar o sexagésimo aniversário da vitória soviética sobre a Alemanha Nazista na Grande Guerra Patriótica. 

## Estatuto da medalha
A Medalha do Jubileu "60 Anos de Vitória na Grande Guerra Patriótica 1941-1945" é destinada a homenagear veteranos das Forças Armadas da antiga URSS que participaram ativamente dos combates durante a Grande Guerra Patriótica. Também são contemplados guerrilheiros, integrantes da Resistência e aqueles já condecorados com as medalhas "Pela Vitória sobre a Alemanha na Grande Guerra Patriótica 1941-1945" ou "Pela Vitória sobre o Japão". A medalha é ainda destinada a pessoas reconhecidas por seu trabalho árduo e altruísta durante o período, incluindo os que receberam condecorações como a Medalha "Pelo Trabalho Valente na Grande Guerra Patriótica 1941-1945", "Cidadão do Cerco de Leningrado" ou qualquer uma das medalhas de "Defesa" de cidades ou regiões da URSS. Além disso, indivíduos que exerceram atividades laborais entre 22 de junho de 1941 e 9 de maio de 1945, por um período mínimo de seis meses (exceto em territórios temporariamente ocupados), também são elegíveis. Ex-prisioneiros menores de idade de campos de concentração, guetos e outros locais de detenção criados pelos nazistas e seus aliados estão incluídos na lista de homenageados. Por fim, a medalha pode ser concedida a estrangeiros fora da Comunidade de Estados Independentes que lutaram em forças militares nacionais dentro da URSS, seja integrando unidades de guerrilha, grupos clandestinos ou outras organizações antifascistas, desde que tenham contribuído significativamente para a vitória na guerra e recebido prêmios estatais da URSS ou da Federação Russa. 
O Decreto Presidencial nº1099 de 7 de setembro de 2010  a Medalha do Jubileu "60 Anos de Vitória na Grande Guerra Patriótica 1941-1945" da relação de condecorações nacionais da Federação Russa. Desde então, ela deixou de ser concedida.

## Descrição da medalha
A Medalha do Jubileu 60 Anos de Vitória na Grande Guerra Patriótica 1941–1945 é uma medalha circular feito de tambaque, com 32 mm de diâmetro. No anverso, destaca-se em relevo a imagem da Ordem da Vitória, acompanhada pela inscrição numérica "1945–2005" na parte inferior. O reverso apresenta uma gravação distribuída em sete linhas, com os dizeres "60 Anos de vitória na Grande Guerra Patriótica de 1941-1945". (em russo: "60 лет Победы в Великой Отечественной войне 1941–1945") dentro de uma coroa de louros. 
A medalha é presa por um anel que passa pelo laço de suspensão do prêmio, fixado em uma montagem pentagonal russa padrão, revestida com uma fita moiré de seda vermelha com 24 mm de largura. A fita inclui bordas de 5 mm decoradas com as cores tradicionais das Fitas de São Jorge. 

## Destinatários
Os indivíduos abaixo foram premiados com a Medalha do Jubileu "60 Anos de Vitória na Grande Guerra Patriótica 1941-1945".

### Federação Russa
- Violoncelista e maestro Mstislav Leopoldovich Rostropovich
- Marechal da União Soviética Sergei Leonidovich Sokolov
- Marechal da União Soviética Vasily Ivanovich Petrov
- Oficial de artilharia, coronel Ivan Fedorovich Ladyga
- Herói da União Soviética Tenente-General Galaktion Yeliseyevich Alpaidze
- Herói da União Soviética, General do Exército Cazaque Sagadat Nurmagambetov

### Estrangeiros
- Rei Miguel I da Romênia

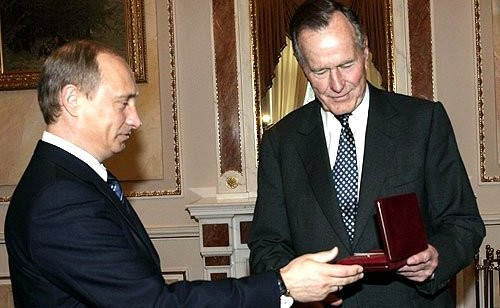
Bush recebendo a medalha do presidente russo Vladimir Putin em maio de 2005.

- Presidente da Grécia Karolos Papoulias [4]
- General polonês e ex-presidente Wojciech Jaruzelski
- Ex-presidente americano George HW Bush
- Antigo presidente albanês Alfred Moisiu [5]
- Ex-presidente croata Stjepan Mesić

## Links externos
- Comissão de Prêmios Estatais ao Presidente da Federação Russa
- A Gazeta Russa Em Russo